# Laura Cano i Martínez
Laura Cano Martínez (Badalona, Barcelonès, 26 de març de 1976) és una jugadora de basquetbol catalana, ja retirada.
Va iniciar-se al bàsquet al Club Bàsquet Masnou i, en categoria cadet, va fitxar per l'Universitari de Barcelona. Amb aquest club va debutar a la màxima categoria de la Lliga espanyola, arribant a ser-ne la capitana. Després de la temporada 1997-98 va jugar a l'AECS Básquet Femení L'Hospitalet (1998-99), Club Baloncesto Ciudad de Burgos (1999-00), aconseguint un subcampionat de la Copa de la Reina, Club Bàsquet Santa Rosa de Lima (2000-01) i Club Bàsquet Montcada.